# Mesophyllum siamense
Mesophyllum siamense (Foslie) Adey, 1970  é o nome botânico  de uma espécie de algas vermelhas  pluricelulares do gênero Mesophyllum, subfamília Melobesioideae.
- São algas marinhas encontradas nas Filipinas, Japão, Chile, Djibouti, Arábia Saudita, Israel e em algumas ilhas do Pacífico.

## Sinonímia
- Lithothamnion siamense Foslie, 1901.